# Ann-Marie Nilsson (organisationsdirektör)
Ann-Marie Nilsson, född 31 mars 1942 i Stockholm, är en svensk IT-pionjär, organisationsdirektör och programmerare.

## Biografi
Ann-Marie Nilsson är dotter till direktör Göran Bryngelsson och Gunvor, född Sjöblom.
Ann-Marie Nilssons karriär inom IT började med ett tillfälligt arbete 1963–1964 vid matematikmaskinnämnden, som bland annat hanterade Sveriges första datorer BESK och BARK. Detta ledde till att hon så småningom läste en programmeringskurs med IBM 1400 och efter det fortsatte hon att arbeta med datorer. Hon hade sedan en rad statliga arbeten där hon arbetade med diariesystem, ADB-strategi för utrikesförvaltningen och Försäkringskassornas datorisering med AI-system.
I slutet av 1980-talet fick Ann-Marie Nilsson i uppdrag att upphandla all statlig tele- och datakommunikation. Detta uppdrag har haft enorm effekt för Sveriges tekniska utveckling. Hon ledde en delegation för att spara 25 % av statens telekostnader. Uppdraget innebar att hon inte var uppskattad på Televerket, Nilsson har berättat att det på Televerket vid den tiden gjordes piltavlor med hennes ansikte på, halvt på skämt halvt på allvar. Efter att ha blivit övertygad av Peter Löthberg skrev hon in TCP/IP i kravspecifikationen för datorkommunikation. Bland de upphandlande företagen fanns Telia, British Telecom och France Telecom. År 1993 fattades slutligen ett beslut om ett ramavtal för statsförvaltningen. För skattebetalarna sparades många miljoner och med hjälp av TCP/IP kunde internet börja spridas på bred front då prisbilden förändrades för vanligt folk och nya internetleverantörer lanserades.
Efter upphandlingen ansågs Ann-Marie Nilsson vara en makthavare inom IT i Sverige. I december 1993 skrev hon en debattartikel i Svenska Dagbladet med rubriken "Utan visioner halkar vi efter". Några veckor senare använde statsminister Carl Bildt en del av texten i sitt uppmärksammade IT-tal. Detta ledde till att hon kom att tillhöra den första IT-kommissionen. Hon tillhörde även den andra kommissionen som bildades efter regeringsskiftet i Sverige 1994. År 1996 blev Nilsson chef för IT-kommissionens första kansli. Under åren i kommissionen startades bland annat projekt för E-handel och Seniornet, en förening som kom till för att stimulera äldre personer att använda teknik.
Ann-Marie Nilsson har även satt ihop ett nätverk för kvinnor inom telebranschen. År 1997 blev ledare för IT-företagen där hon bland annat drev bredbandsfrågan. Efter några år på posten övergick hon till att driva konsultverksamhet. År 2007 tillsatte infrastrukturminister Åsa Torstensson en arbetsgrupp kallad IT-politiska rådet som skulle fungera som en efterföljare till IT-kommissionen. Nilsson utsågs då till av de 18 personerna i rådet.
År 1996 blev Ann-Marie Nilsson den första mottagaren av IT-priset Guldmusen. Hon är även ledamot i Kungliga Ingenjörsvetenskapsakademien sedan 1996.